# 마닐라 아테네오 대학교
마닐라 아테네오 대학교(Ateneo de Manila University, 필리핀어: Pamantasang Ateneo de Manila; 또한 “the Ateneo”라고도 함)는 필리핀 케손시티에 위치한 사립대학교이다. 1859년 말 예수회에 의해 건립되어 가장 오래된 예수회 소속 교육 기관이자, 필리핀에서 세 번째로 오래된 대학이기도 하다.
아테네오는 기초, 이차, 학부, 대학원 수준의 교육 프로그램을 제공한다. 전체적인, 다학문적인 접근을 강조하면서, 개설된 대학 학문은 교양과정, 인문학, 순수, 응용 과학, 의학, 공학, 사회과학, 경영학, 공공행정, 법학, 신학, 사범대학 등 다양한 범위의 학생들을 커버하고 있다.
필리핀 고등교육 위원회는 물리학과, 화학과, 수학과, 정보공학과, 기업교육과, 경영학과 6개의 대학 단위를 우수 센터로 선언했다. 게다가 생물학과 환경과학과도 같은 정부 기관에 의해 발전 센터로 지정했다.

## 캠퍼스
현재 주요 아테네오 캠퍼스는 로욜라 하이츠, 케손시티, 메트로 마닐라에 캠퍼스를 가지고 있다. 이 캠퍼스에는 대학원, 고등학교와 초등학교도 존재한다. 록웰 센터와 살시도 빌리지에 있는 나머지 두 개의 캠퍼스는 모두 마카티에 있으며, 경영대학원, 법대, 행정학부가 입주하고 있다. 돈 유제니오 로페스 시니어에 있는 네 개의 시설은 오르티가스 센터, 파시그그에 있는 약학대의 약학과 보건 학부가 입주하고 있다.

## 학교 동문

### 주요 동문
국부로 대접받는 호세 리잘도 동문이다. 뿐만 아니라, 현직 대통령 베니그노 아키노 3세를 포함하여 여러 명의 필리핀 대통령이 이 학교 출신이다. 전임인 글로리아 마카파갈 아로요, 조지프 에스트라다, 피델 라모스, 코라손 아키노도 이 학교 출신이거나 또는 관련이 있다. 이 학교 출신 중 필리핀 혁명기에 스페인 제국에 대항해서 그리고 미국-필리핀 전쟁에서 선전선동 운동을 벌였던 여러 지도자가 있었다. 정치인, 정치운동가, 교수, 사업가, 작가, 과학자, 교육자, 그리고 예술가 등 수 많은 유명 동문인들을 배출했다. 이러한 동문 집합체는 이후 여성의 대학, 대학원 입학이 허용될 때까지 모두 남성이었다.
- 호세 리잘
- 후안 루나
- 베그니노 아키노 3세
- 글로리아 마카파갈 아로요
- 조지프 에스트라다
- 마리아 로우르데스 세레노
- 람베르토 아베야나

## 정경

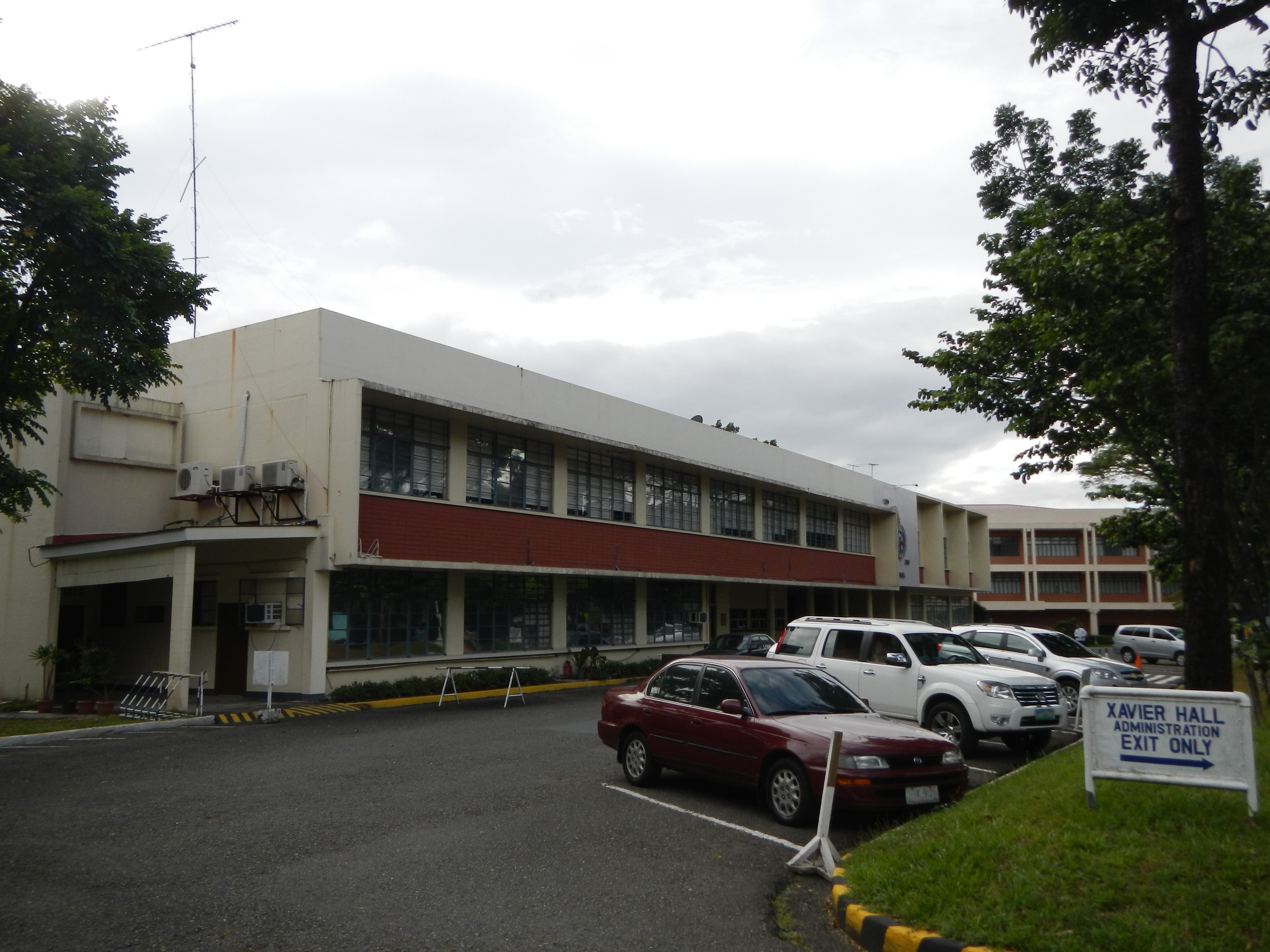
자비에르 홀, 관리본부
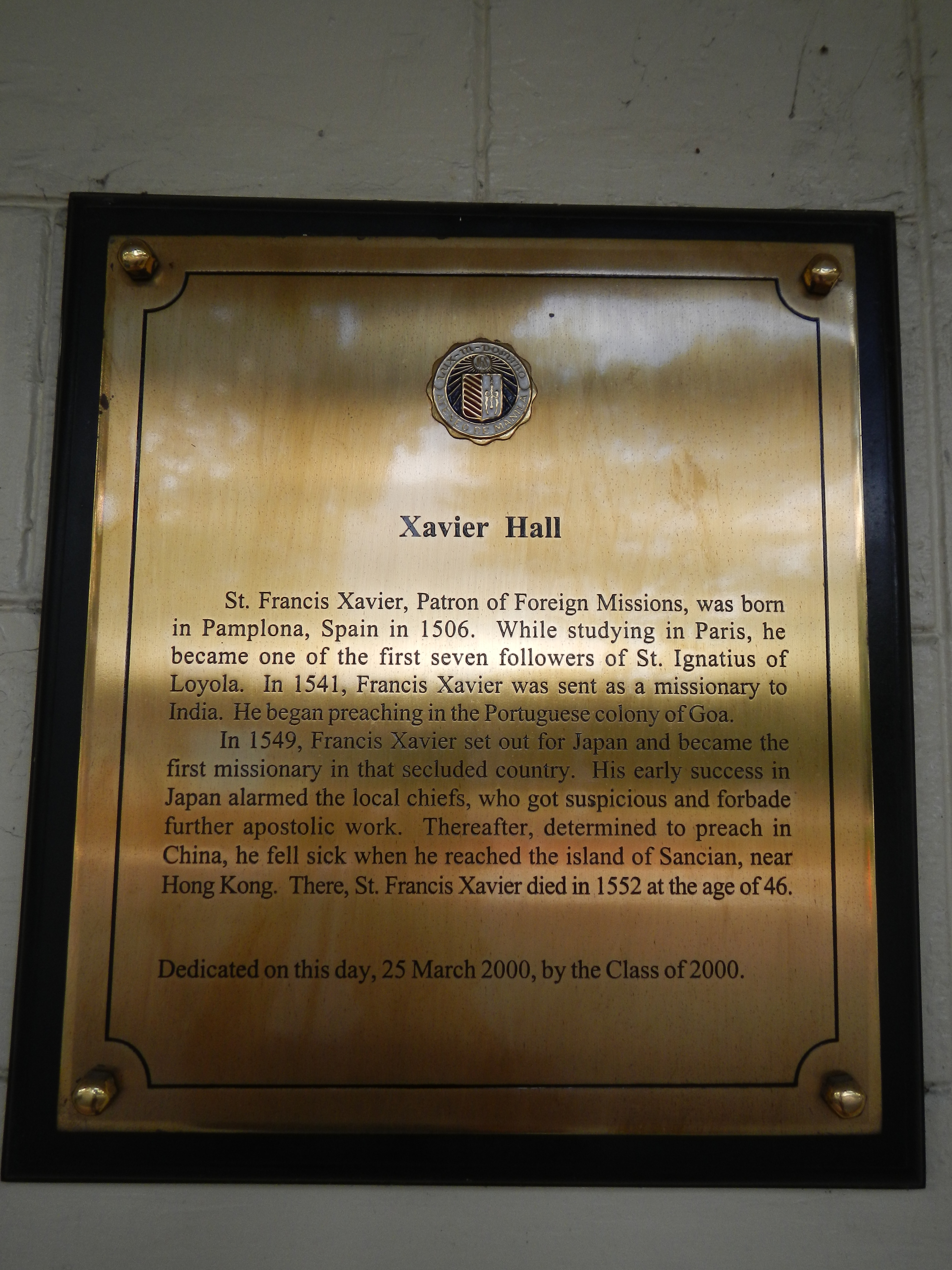
2000년 5월 25일, 헌신 상패
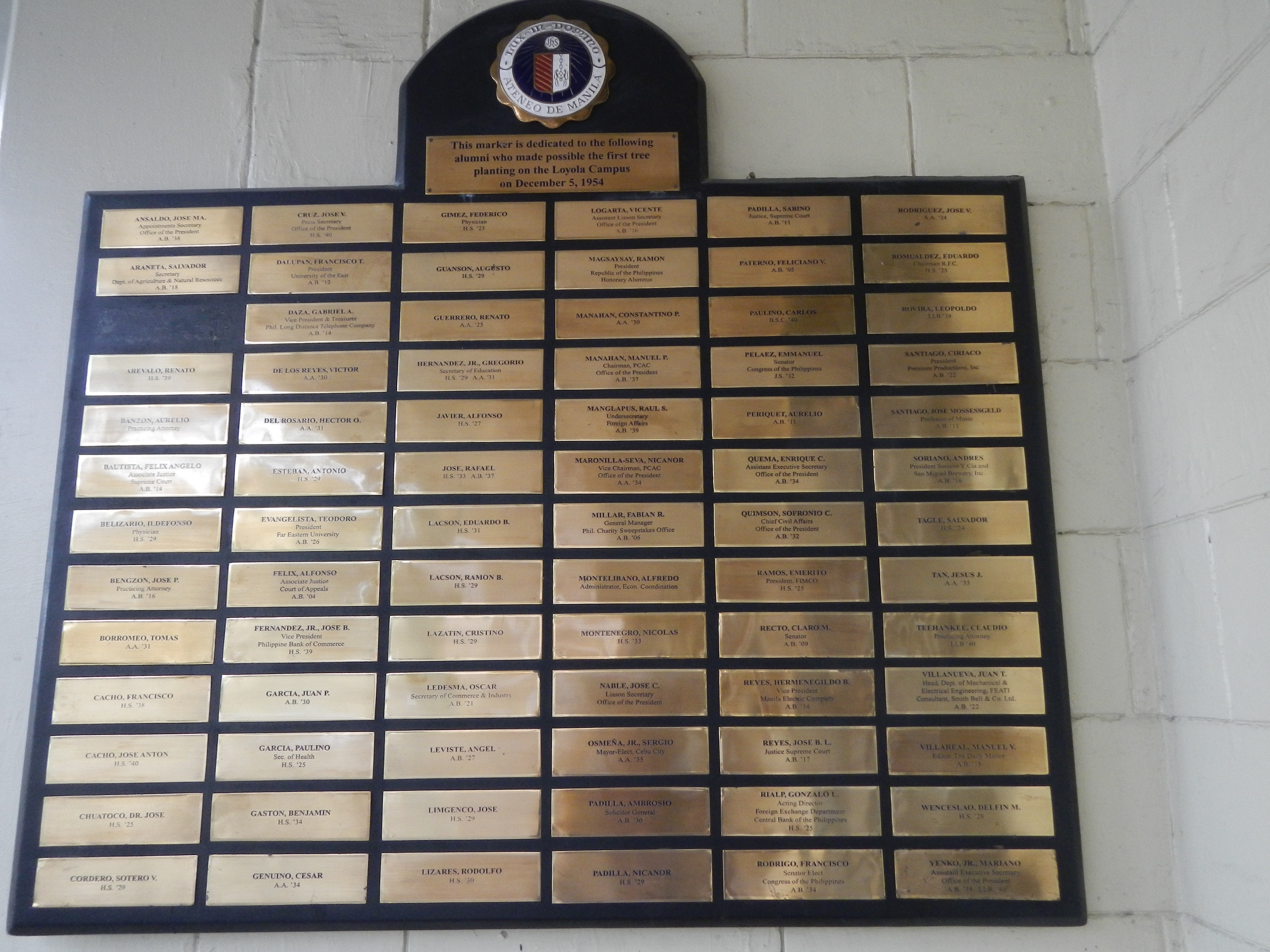
1954년 12월 5일 식목 명패
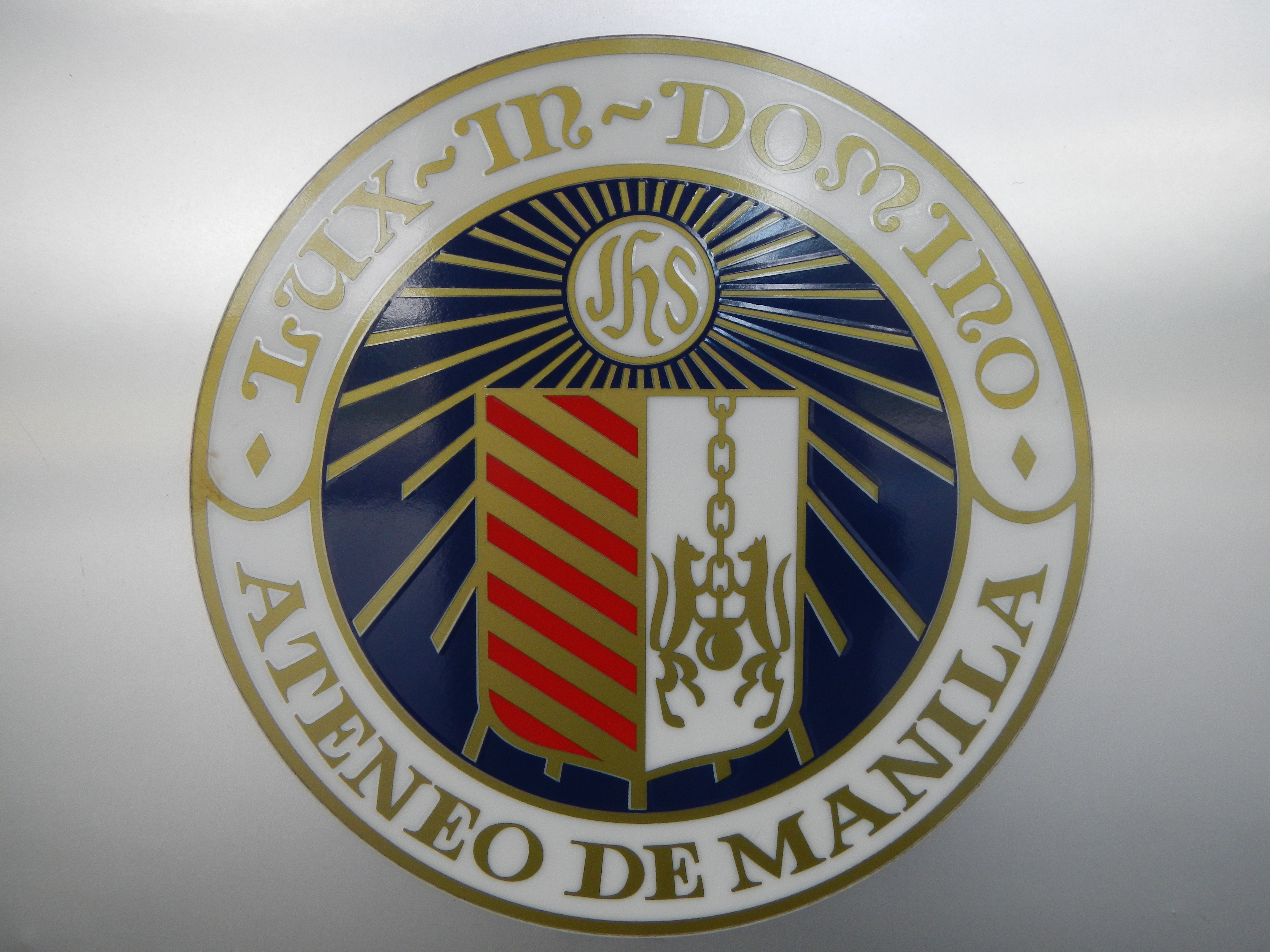
자비에르 홀의 아테네오 인장
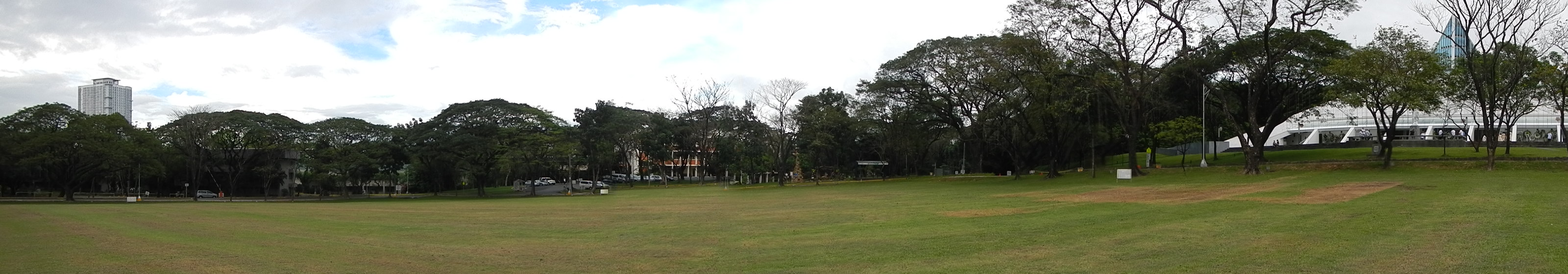
자비에르 홀 잔디밭에서 본 처지 오브 게수
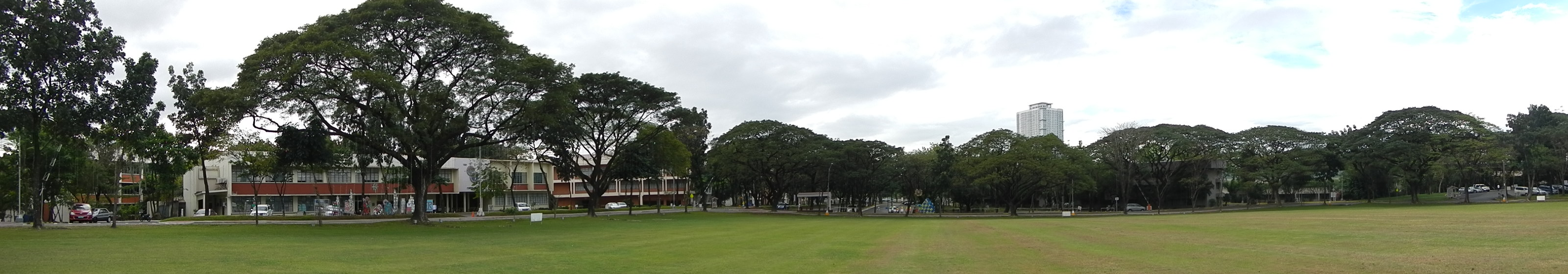
자비에르 홀과 벨라르미네 필드를 보여주는 파노라마
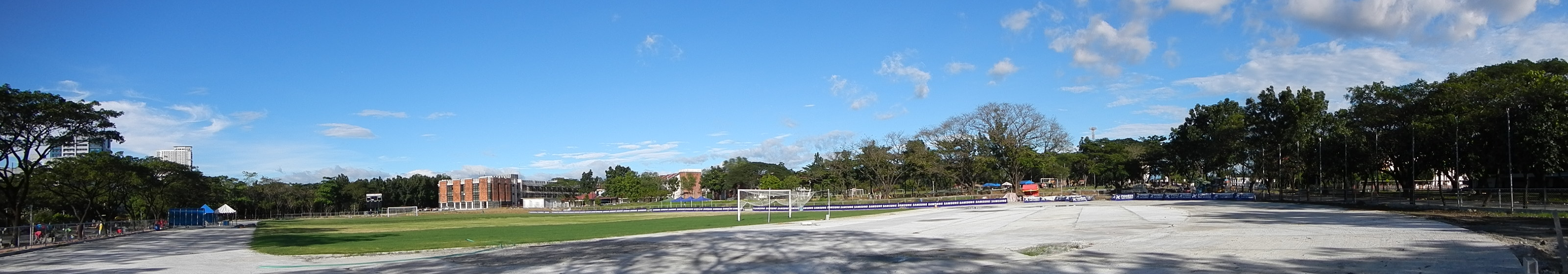
블루 이글 체육과 옆의 축구장
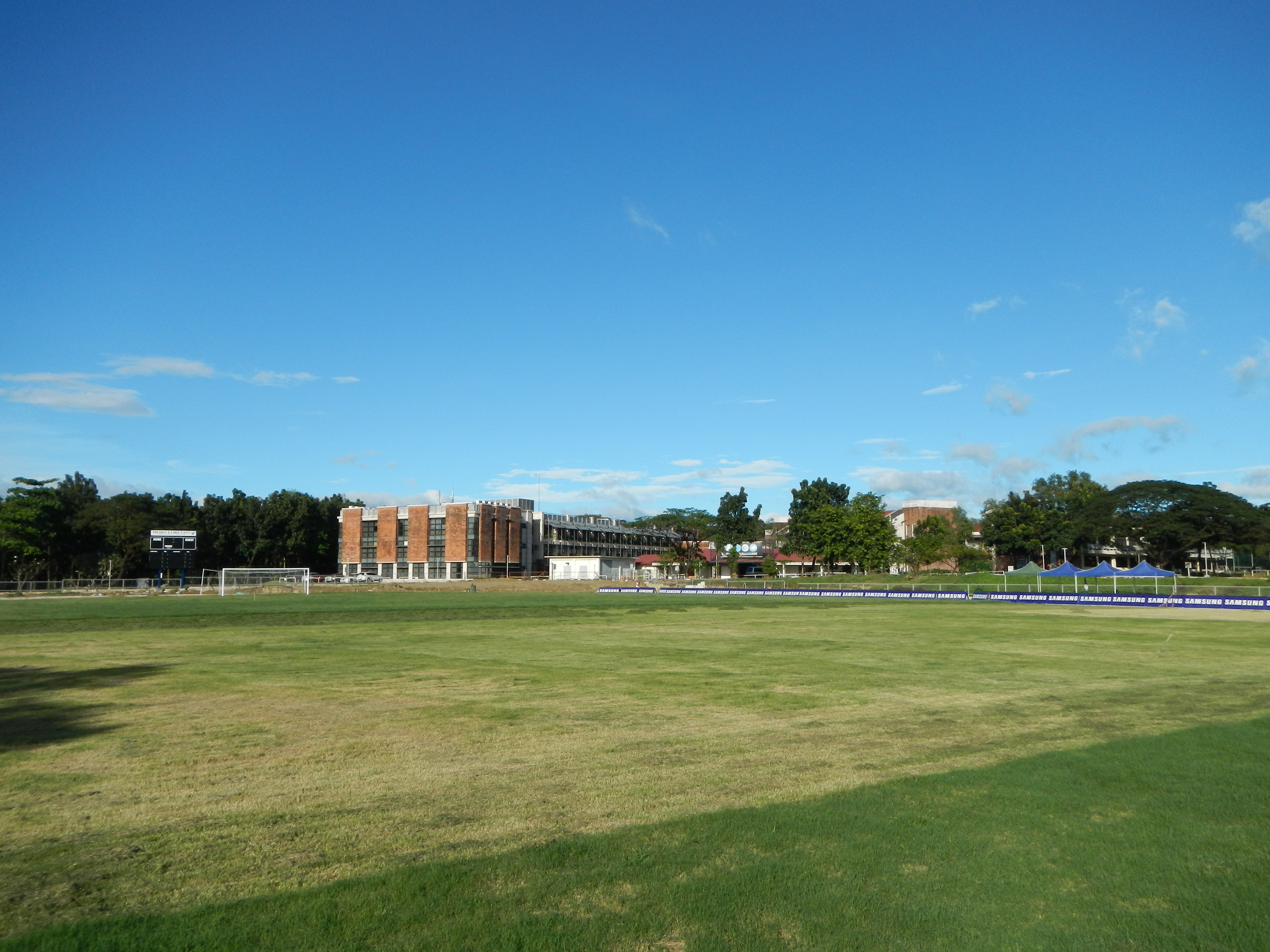
축구장에서 본 캠퍼스
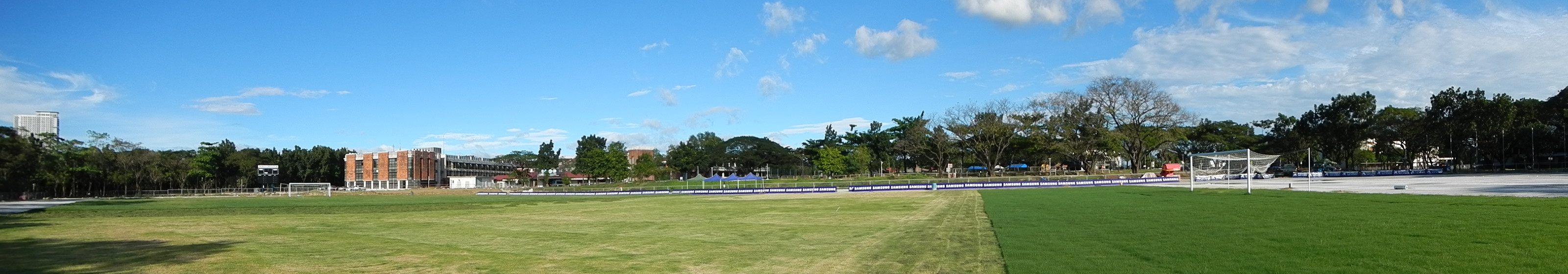
PLDT 파노라마 통합 기술 센터와 JSEC
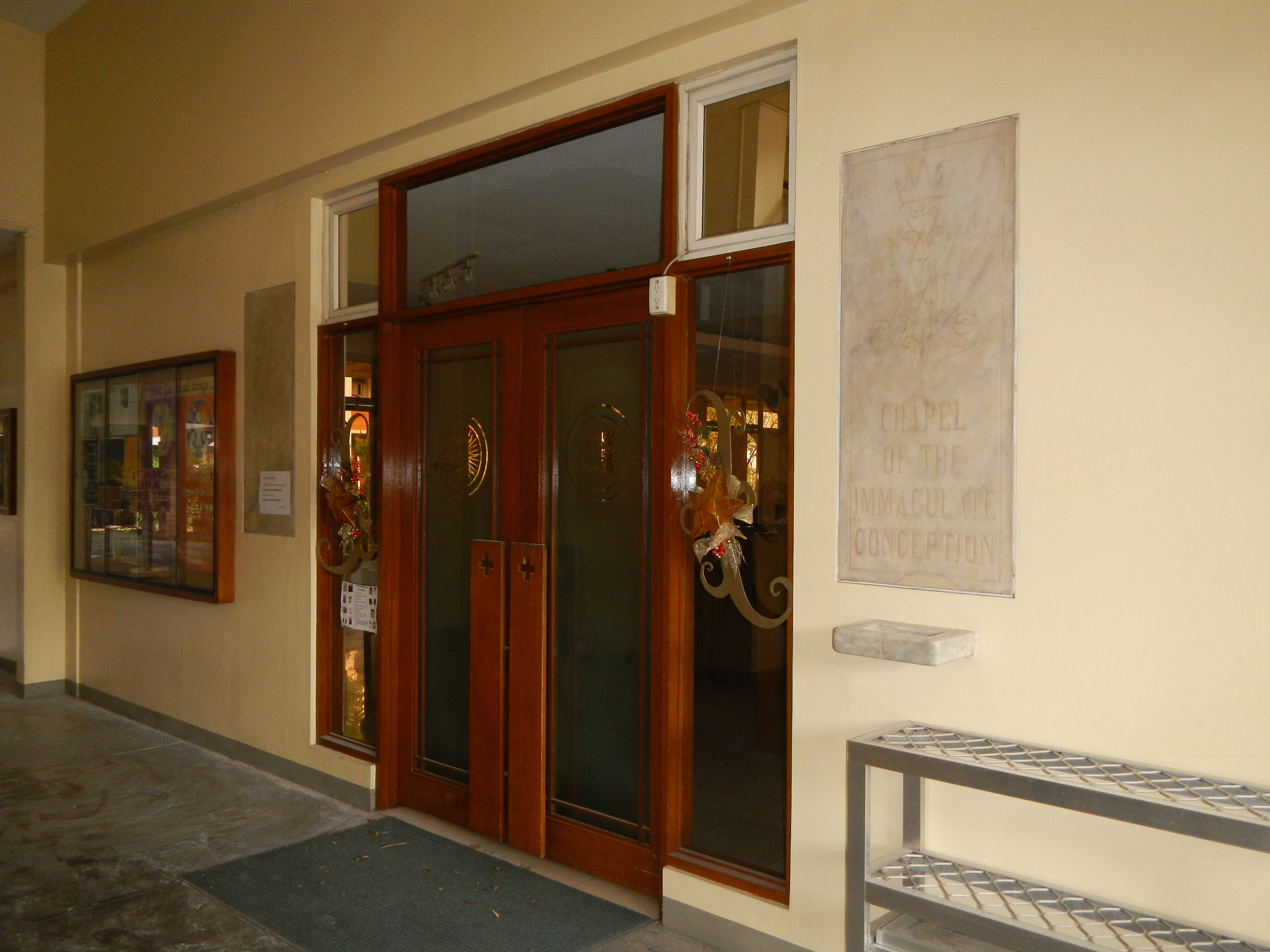
아마쿨라테 콘셉시온 샤펠
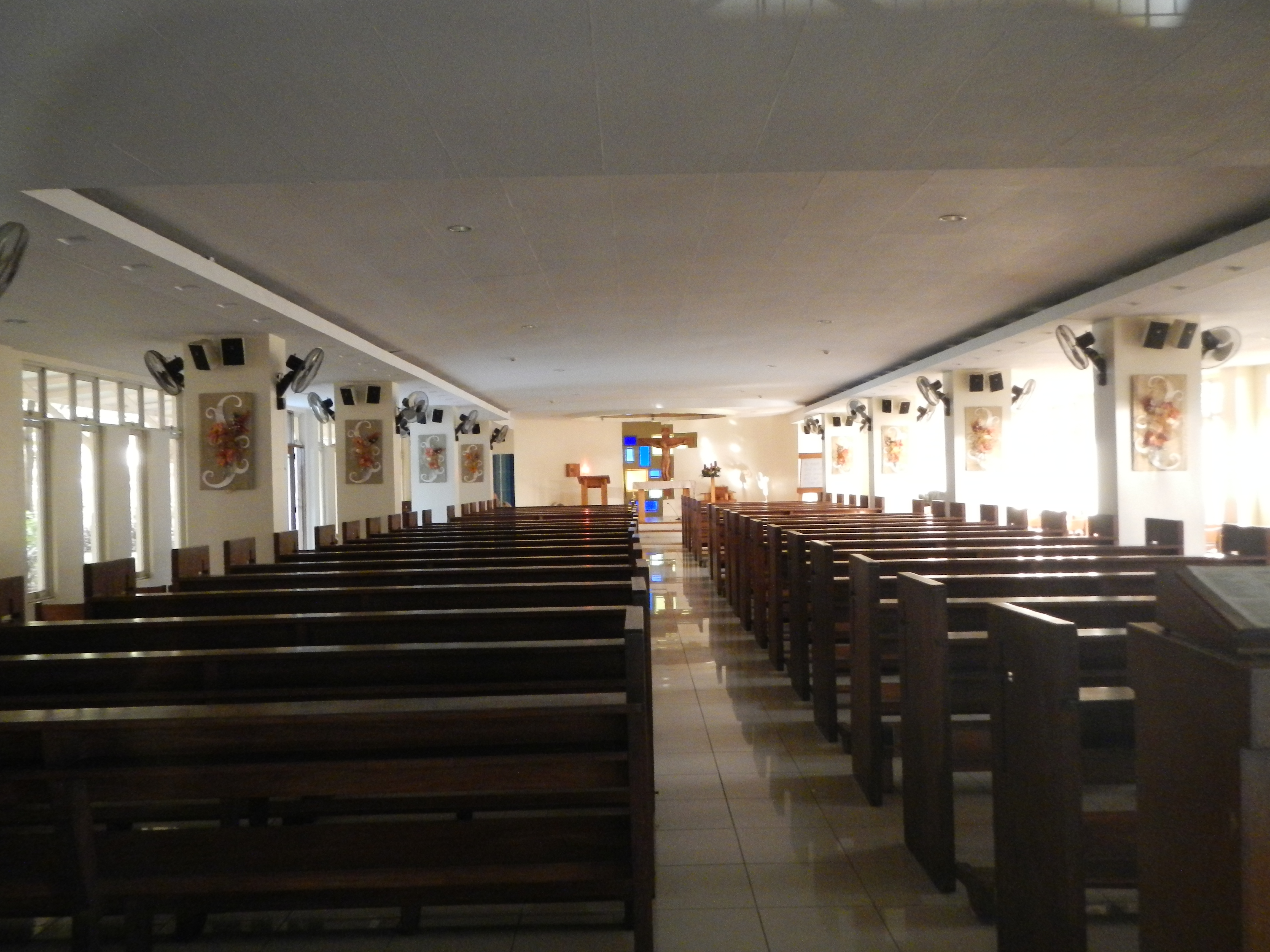
인테리어
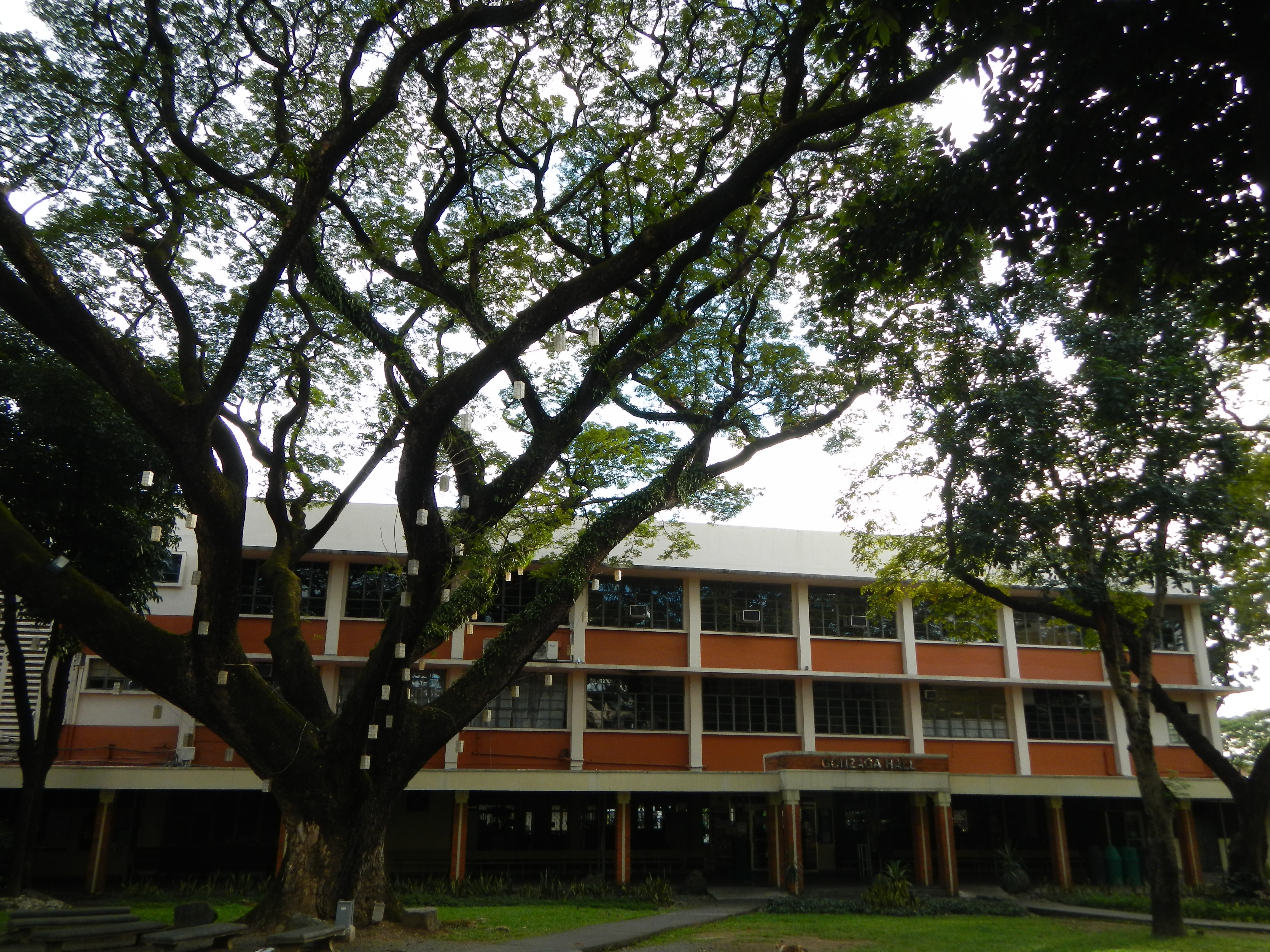
성 스타니슬라우스 코스타카 홀
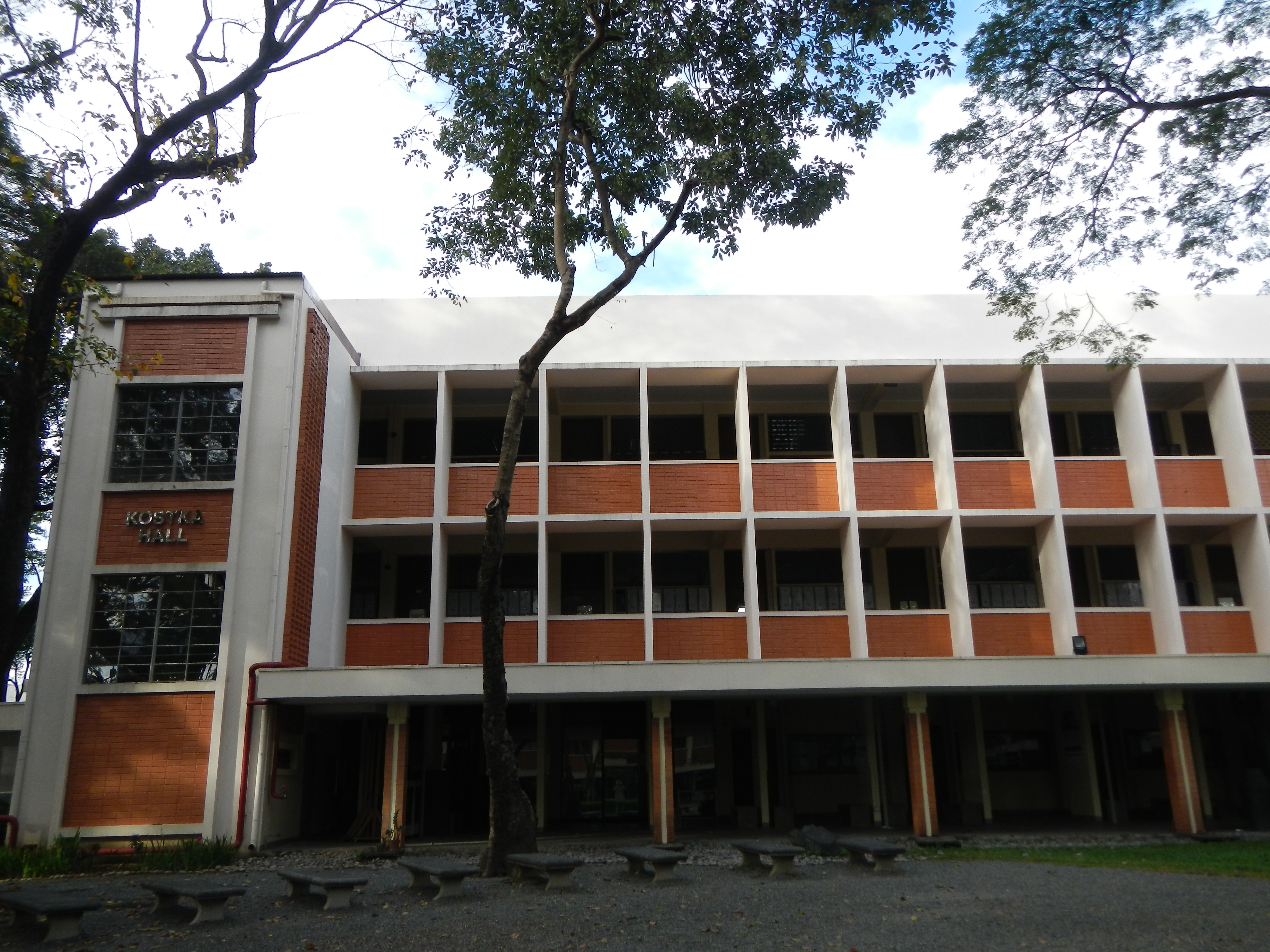
코스타카 홀 벽면
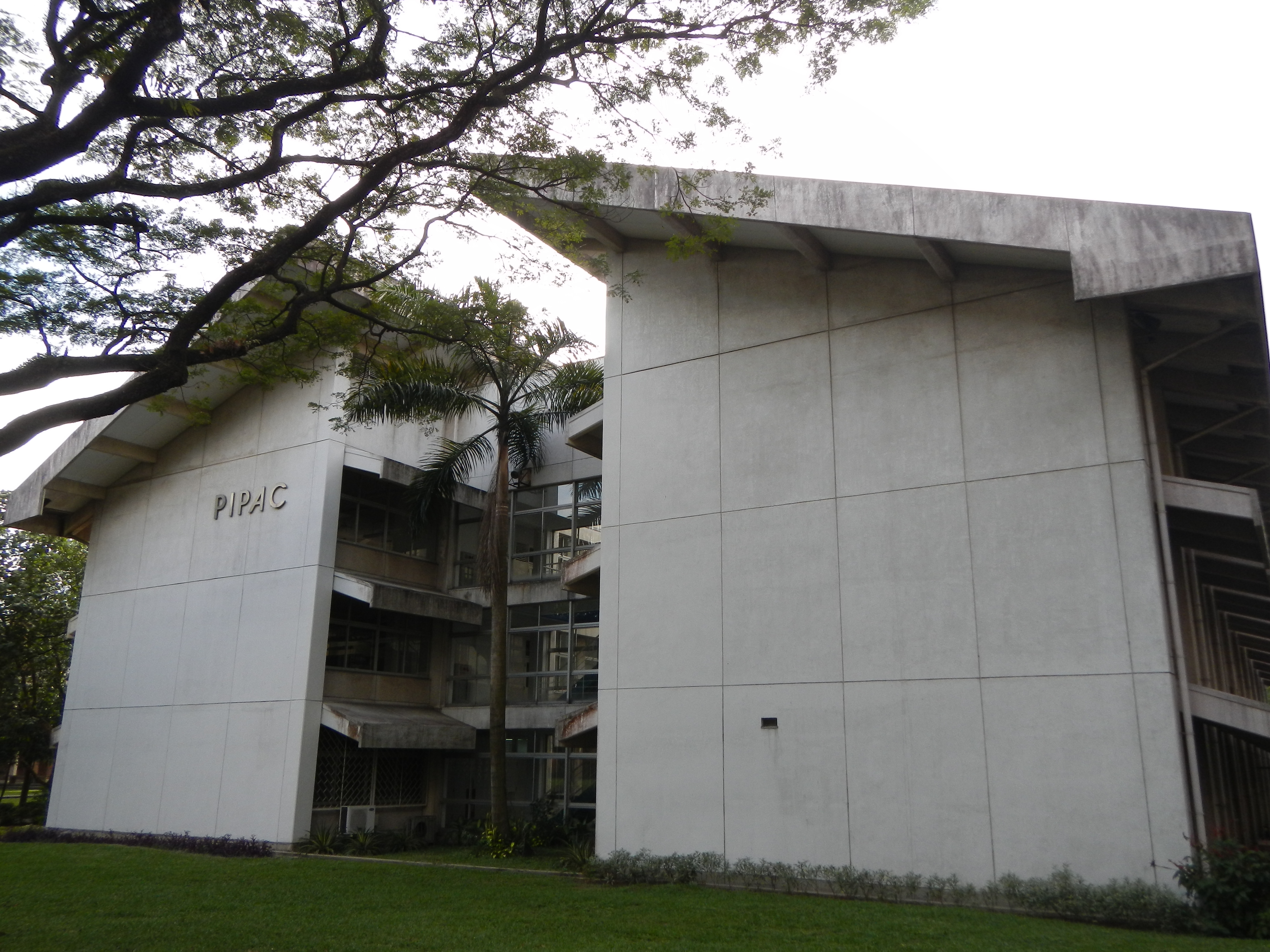
문화협력을 위한 순수, 응용 화학 필리핀 연구소 (PIPAC) 프로그램
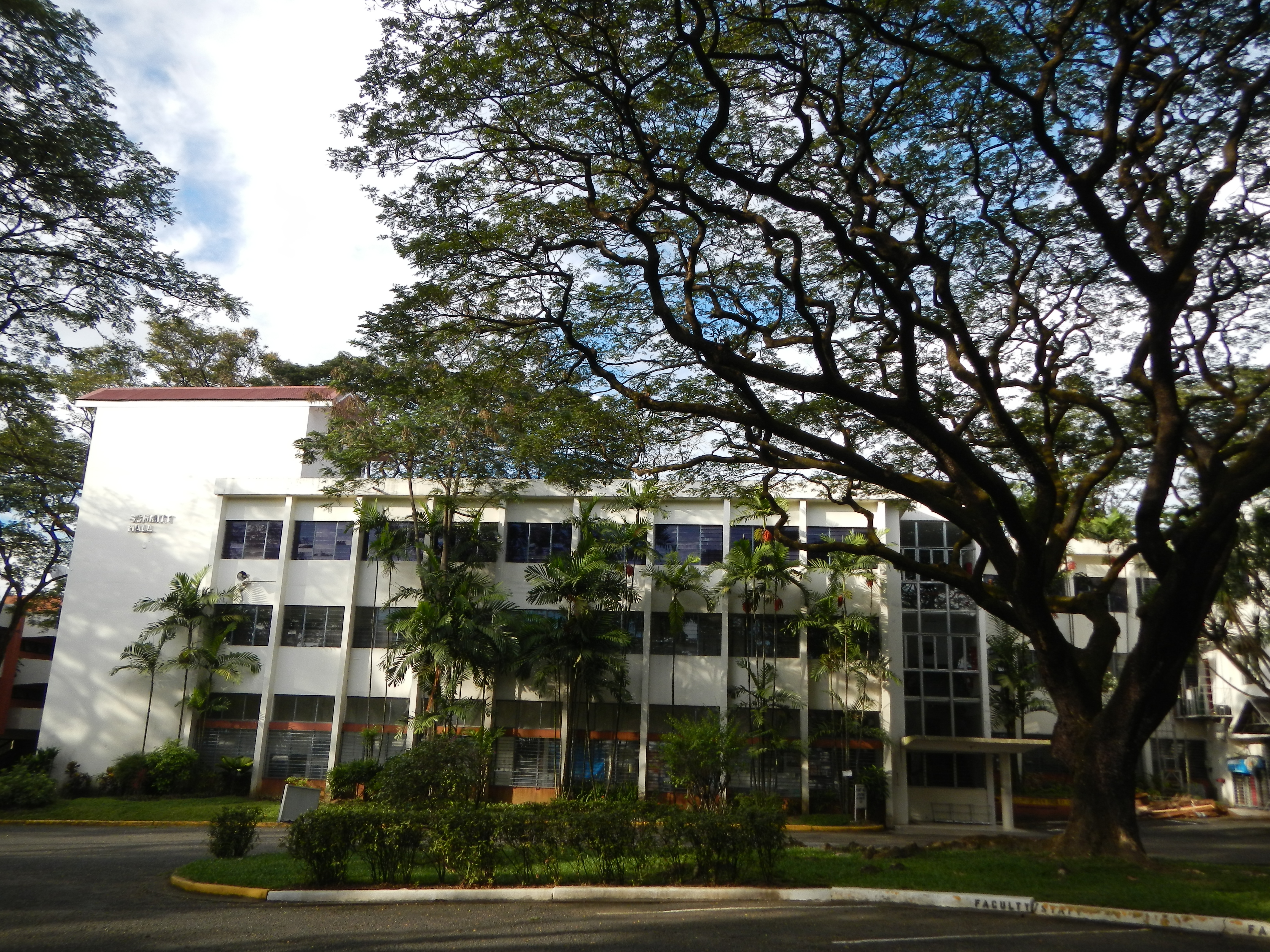
국립 화학 기구 센터 (NCIC), 슈미트 홀
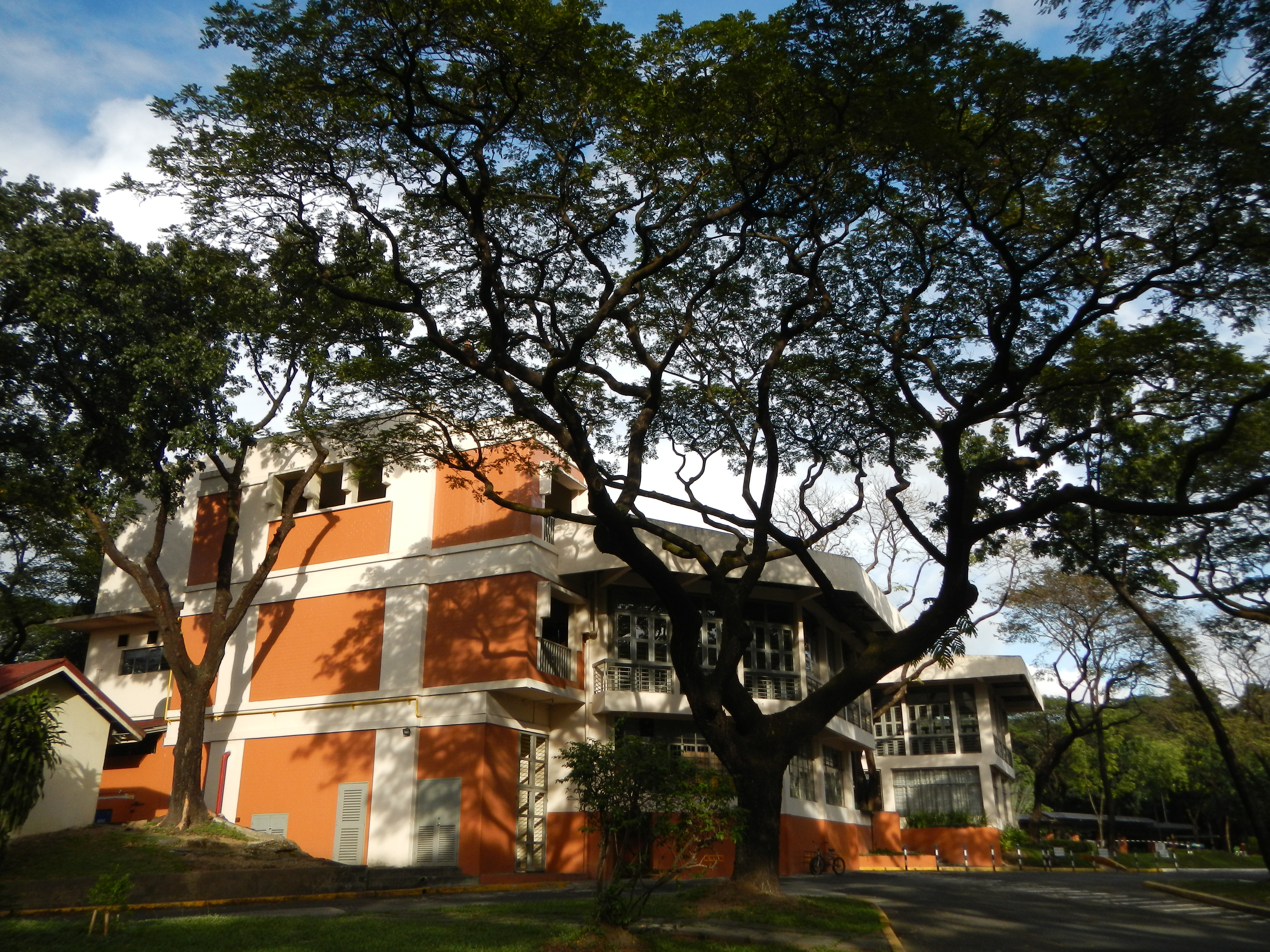
곤사가 홀 뒷 벽면
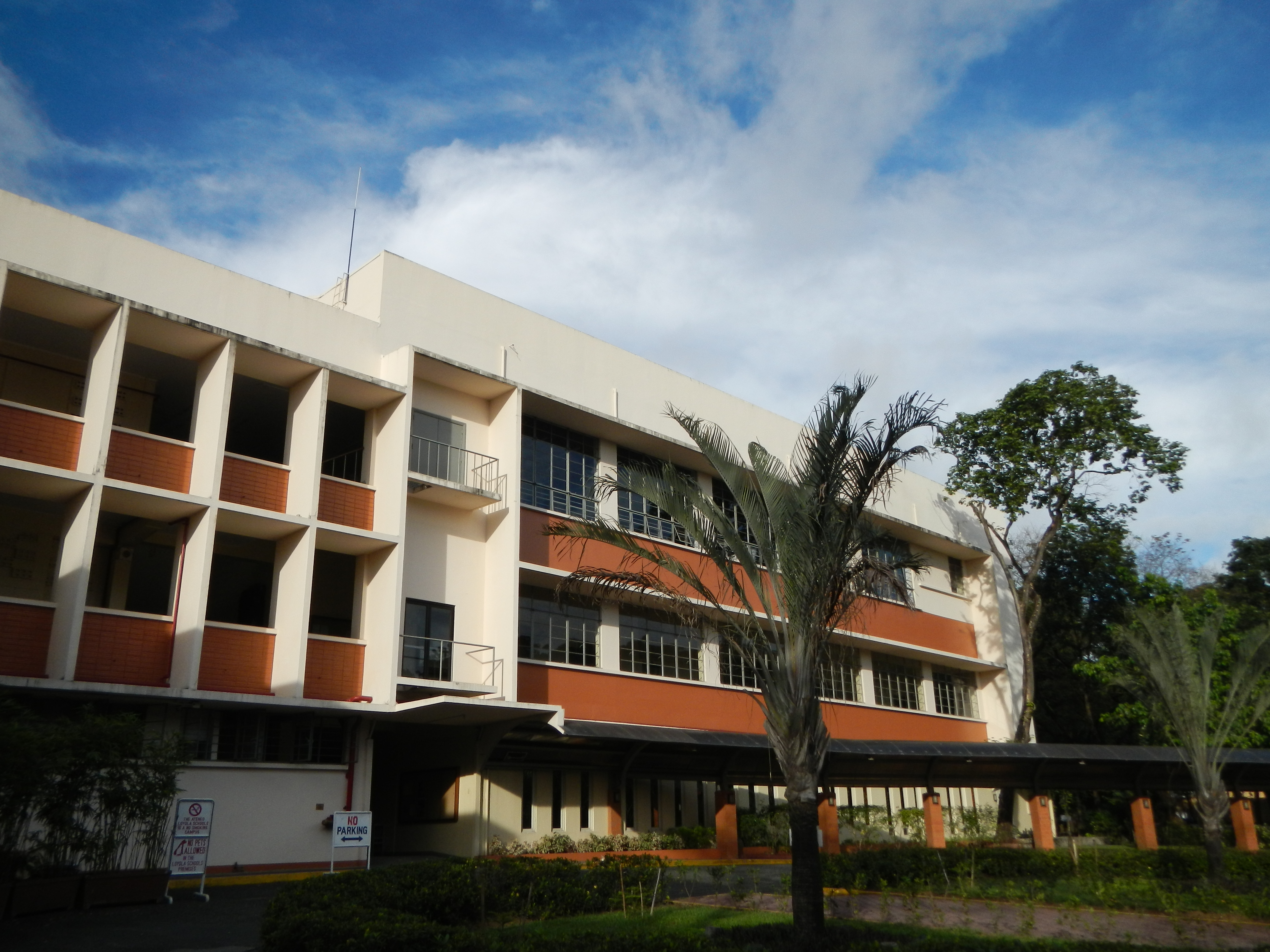
곤사가 홀 입구
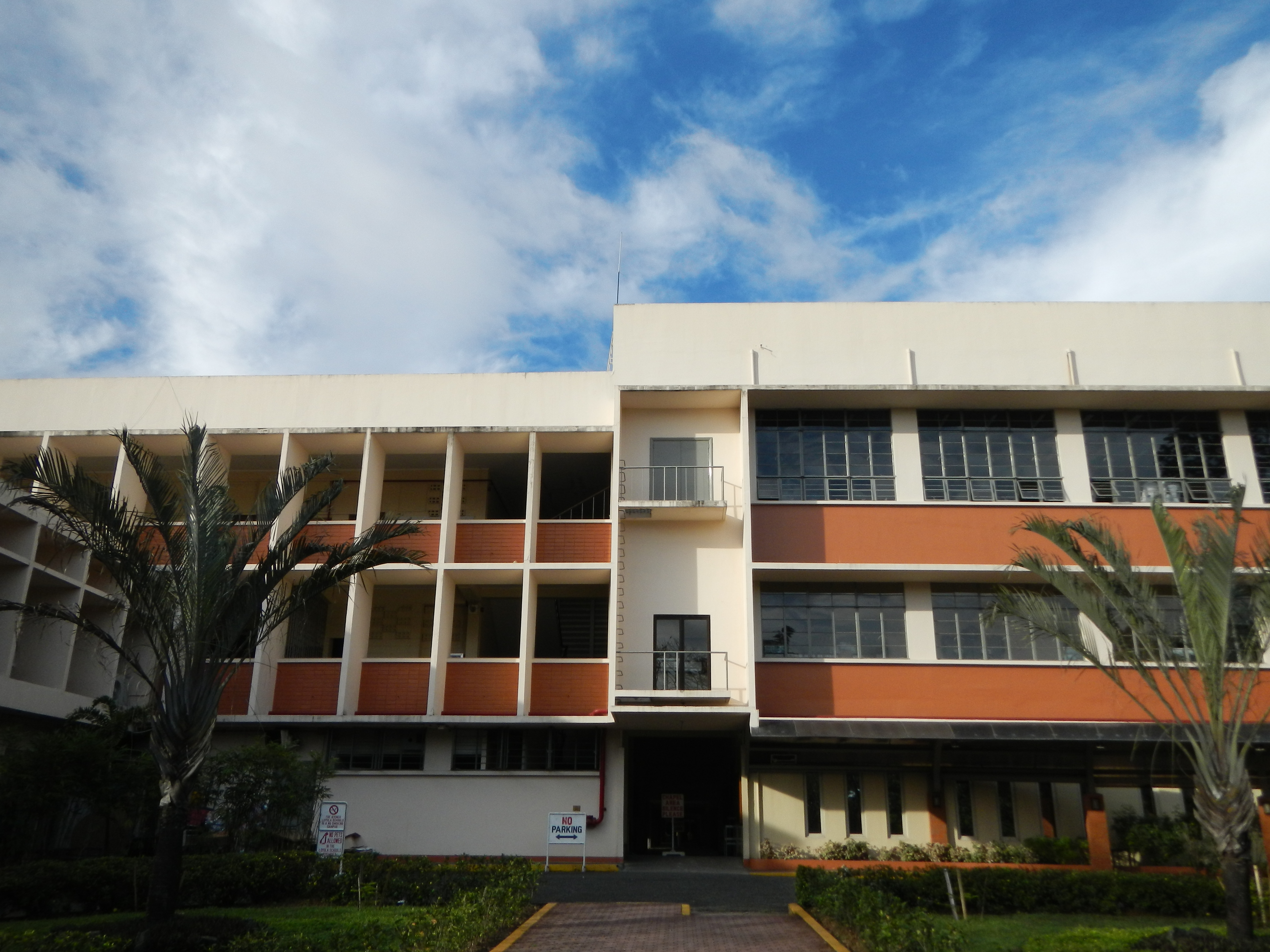
곤사가 홀 입구
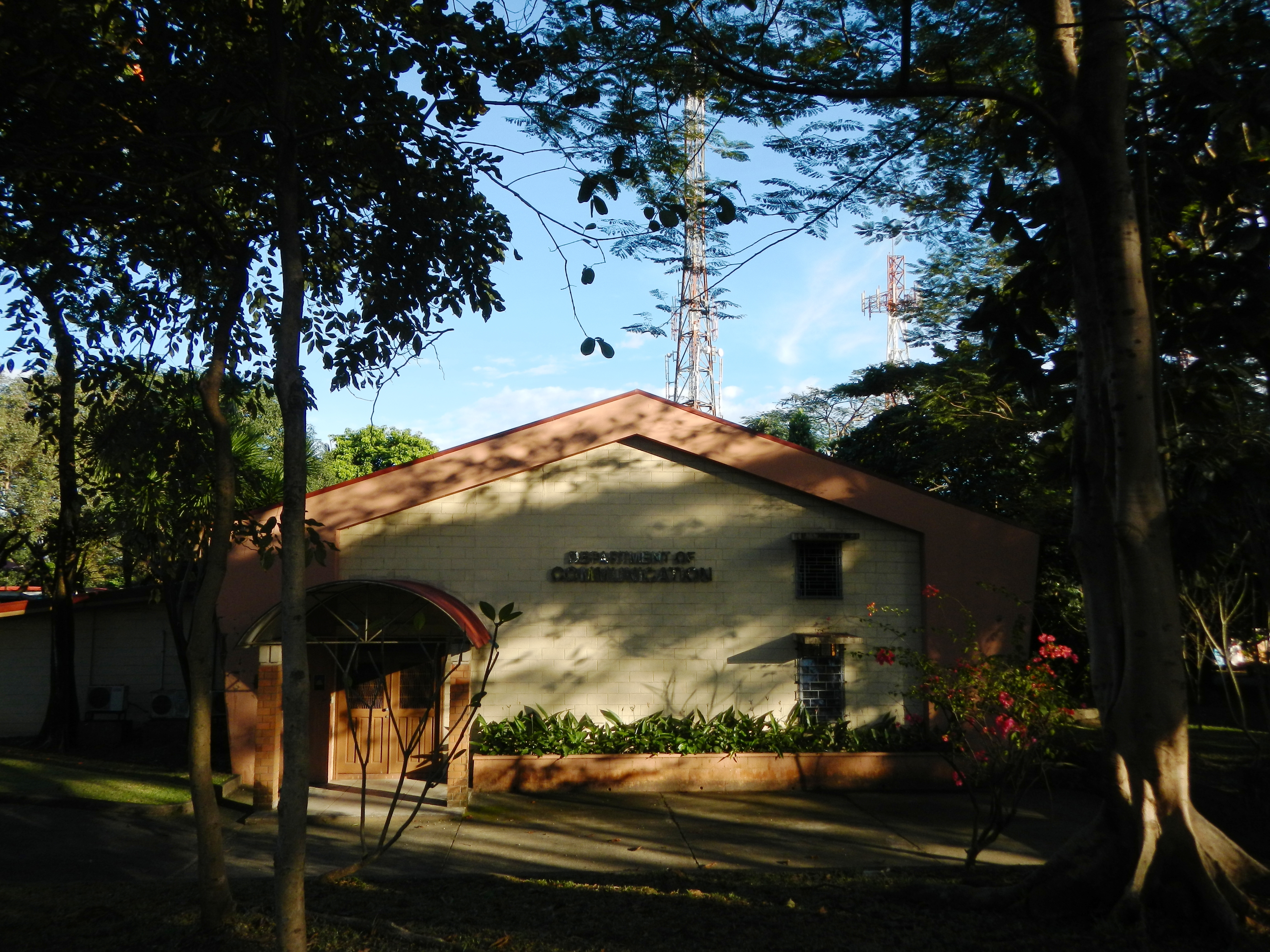
커뮤니케이션 학과

## 같이 보기
- 이냐시오 데 로욜라
- 카티푸난